# Nicola Bagioli
Nicola Bagioli (Sondrio, 19 febbraio 1995) è un ex ciclista su strada italiano, professionista dal 2017 al 2021.
Nel 2019 ha partecipato al Giro d'Italia.

## Palmarès

### Strada
- 2016 (Zalf-Fior, tre vittorie)

Gran Premio San Giuseppe
Piccola Sanremo
Gran Premio Santa Rita

#### Altri successi
- 2018 (Nippo-Vini Fantini)

Classifica scalatori Tirreno-Adriatico

## Piazzamenti

### Grandi Giri
- Giro d'Italia

2019: ritirato (16ª tappa)

### Classiche monumento
- Giro di Lombardia

2017: ritirato
2018: ritirato
2020: ritirato